# Abellio (Gottheit)

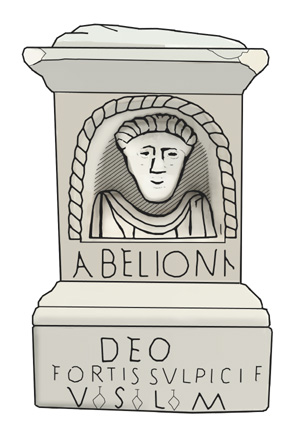
Gallorömischer Votivaltar, dem Gott Abellio gewidmet. Er wurde im Dorf Garin gefunden und befindet sich nun im Musée Saint-Raymond in Toulouse.

Abellio (auch Abelio) ist in der Keltischen Mythologie der Name einer spätantiken gallo-römischen Gottheit.

## Etymologie
Abellio war ein Lokalgott im Garonne-Tal in der römischen Provinz Gallia Aquitania (der heutigen Region Aquitanien), wo man in Comminges und im Gebiet des heutigen Départements Haute-Garonne 14 Weihinschriften zu seinen Ehren fand.
Der Name Abellio leitet sich vom keltischen aball oder aval („Apfel“ oder „Apfelbaum“) ab. Zumeist wird in ihm ein Gott der Fruchtbarkeit oder des Lebens gesehen. Es gibt nur eine namentlich identifizierbare Darstellung des Gottes Abellio auf einem Altar, der an der romanischen Chapelle de Saint-Pé de la Moraine gefunden wurde. Sie stellt einen Mann mit Faltenrock dar.
Etymologisch hängt Abellio vermutlich eng mit inselkeltischen Sagengestalten wie Afallach sowie mit dem Namen der Anderswelt Avalon zusammen, weshalb in ihm auch schon eine Todesgottheit vermutet wurde. Auch ein Zusammenhang mit dem Namen des Gottes Apollon, der in Kreta Abelios (Αβέλιος) und bei den Italiern und Dorern Apello genannt wurde, wurde früher von Forschern vermutet („Pyrenäen-Apollo“). Diese Erklärung findet sich auch in der Enzyklopädie von Diderot und d’Alembert.